# 후우라 카후카
펜네임 후우라 카후카(風浦可符香, ふうら かふか)는 일본의 만화 및 애니메이션 《안녕, 절망선생》의 등장 인물이다. 작품 내 메인 히로인이며, 주인공이다.
이름은 독일의 문학가 프란츠 카프카의 이름에서 따왔다.

## 외관
- 학생이라, 평소때는 교복을 입고다닌다. 사복센스는 본편의 등장인물, 히토 나미와 비슷하며, 스카프와 모자, 악세서리를 애용한다.
- 헤어스타일은 단발 레이어컷. 앞머리에 실핀 두개를 교차해서 꽂고, 귀를 드러낸 스타일. 
 연재 초기에는 실핀이였지만, 후반부로 갈수록 리본이나 꽃핀등 다양한 머리핀을 하고 등장한다. 뒷머리가 살짝 떠있다.
  - 초기 설정에 따르면, 떠있는 뒷머리는 위험 등을 감지할 수 있는 안테나의 역할도 하는 듯.
- 키는 만화책 기준으로 145~150 cm 전후로 추정된다.
  - 이것은 확실한 수치가 아니며, 본편의 다른 등장인물과 크기가 설정된 사물에 비례해서 추산 한 것.
- 가슴크기는 작중에서 보통수준.
- 동글동글하면서도 큰 눈을 가지고 있고, 눈썹도 알맞게 짙다.
- 말주변이 좋다.

## 성격
- 사고방식이 엄청나게 긍정적인 소녀이다. 모든 상황을 긍정적으로 생각 할뿐만아니라 일반인은 도저히 받아들일 수 없는 상황에도 자포적인 일종의 현실도피적인 경향을 보일정도로 긍정적이다.
- 앞에 언급한 비정상적으로 긍정적인 면을 제외하면 취향이라던가 하는 면은 보통 일본 소녀들과 비슷하다.
- 나이에 비해 상당히 개방적이며 음흉한 면도 있다.
- 후반부로 갈 수록 긍정적인 성격이다.
- 스포츠를 좋아하고 외국과 다문화에 대해 긍정적인 면을 보인다.

## 스토리텔러
본편내의 이야기와 주제를 진행시키고 환기시키는 역할을 하고있다.

## 특징
일본 도쿄 코이시카와 구에 소재한 고등학교의 2학년 헤(4)반에 재학 중이다. 출석번호는 14번. 학업쪽은 상당히 뛰어난 편. 매우 긍정적인 사고방식을 가진 여자아이이다. 작중 등장인물 이토시키 노조무가 자살을 하려 목을 매단 장면을 보고 키를 늘리는 것으로 해석 하는등, 어딘가 좀 어긋난 긍정적인 사고방식의 소유자이다. 작품 내에서 다루는 부정적인 주제들을 긍정적으로 바라본다.

### 가정
주소는 위에 언급한 코이시카와 구로 되어있으며, 작중 등장안물 코모리 키리, 이토시키 노조무의 집 근처에 사는 것 같다. 아버지와 어머니, 그리고 삼촌이 있으나, 세명 모두 정확한 정보는 밝혀지지 않았다.

## 특기
노래, 복화술, 뮤지컬 등의 특기를 가지고 있으며, 화술과 사람의 마음을 다스리는데 능하다. 작곡및 작사도 한적이 있고, 변장에도 능하다.

### 정보 수집능력
보톨 17살 여자아이라고 생각하기 힘든, 폭넓은 인맥을 가지고 있으며, 경이로운 정보 수집능력을 가지고 있다. 또한, 외국어도 할 줄 아는 것 같다. 인터넷과 외국과의 통신도 자유로이 할 수 있는 것 같으며 자신의 밀사까지 있다.
지식뿐만이 아니라, 물질적인 밀수 내역도 본편내에서 찾을 수 있다.

### 문예적 활동
후우라 카후카(風浦可符香)라는 필명으로, 주로 비문학 쪽으로 많은 출판활동을 벌이고 있다. 만화나 그림도 그린적이 있으며, 모든 자신의 저작물에 꼬리모양 싸인을 한다.

### 체력
폭주하는 성인어른을 제지할정도의 신체능력도 소유하고 있다.

## 뒷면

### 불우했던 어린시절
어렸을때, 아버지가 사업이 잘 되지 않아, 전학과 이사를 자주다녔다는 암시가 있다. 아버지는 자살을 기도했으며, 현재 생사는 불명. 
어머니 역시 아버지와 같이 자살을 기도했으나, 본편의 복선으로 파악하건데 아버지보다 늦게 자살을 기도한 것 같다. 악령에게 씌인적이 있다. 역시 생사는 불명. 
후우라 카후카 본인 또한 자주 자살을 시도한 흔적을 찾을 수 있다.

### 맹신
자신의 종교를 맹신하며, 지각하거나 급할때에도 기도와 의식을 빼먹지 않는다. 또한 외계인이 있다고 믿으며, 그들을 찬양하고 인도하는 오브제를 설치하는 등의 기행을 보인다.

### 범죄
어린 나이에도 불구하고 컬트 교단이나, 연쇄판매의 중추에 있는 인물. 감금법 및 독의 사용도 능하고, 또한 사람의 마음에 잘 파고들고, 언력이 강해 사기나 선동에 능하다.
- 또한 작중 등장인물의 트라우마중 대부분은 후우라 카후카가 심어준 것.

## 그 외
- 애니메이션판에서는 원작 설정과 아귀가 맞지 않는 부분이 많다.
- 출석 번호에 대해서 논란이 있다.
  - 일본판 안녕, 절망선생 단행본 1권에서 출석번호가 표기되는데 초판본은 14번이라고 적혀있고 그 외는 15번이라 적혀있다.
  - 한국판 단행본 1권에서는 초판본도 15번으로 나온다.
- 앞에서 언급했듯이 후우라 카후카는 필명이다. 본명은 아카기 안으로 추정되고 거의 확정된 상태이다.
- 성대모사를 잘하는 것 같다.
- 철봉을 거꾸로 오르는 것을 못한다.